# Lepanthes oteroi
Lepanthes oteroi är en orkidéart som beskrevs av Carlyle August Luer. Lepanthes oteroi ingår i släktet Lepanthes och familjen orkidéer. Inga underarter finns listade i Catalogue of Life.